# کنفسیوس‌گرایی

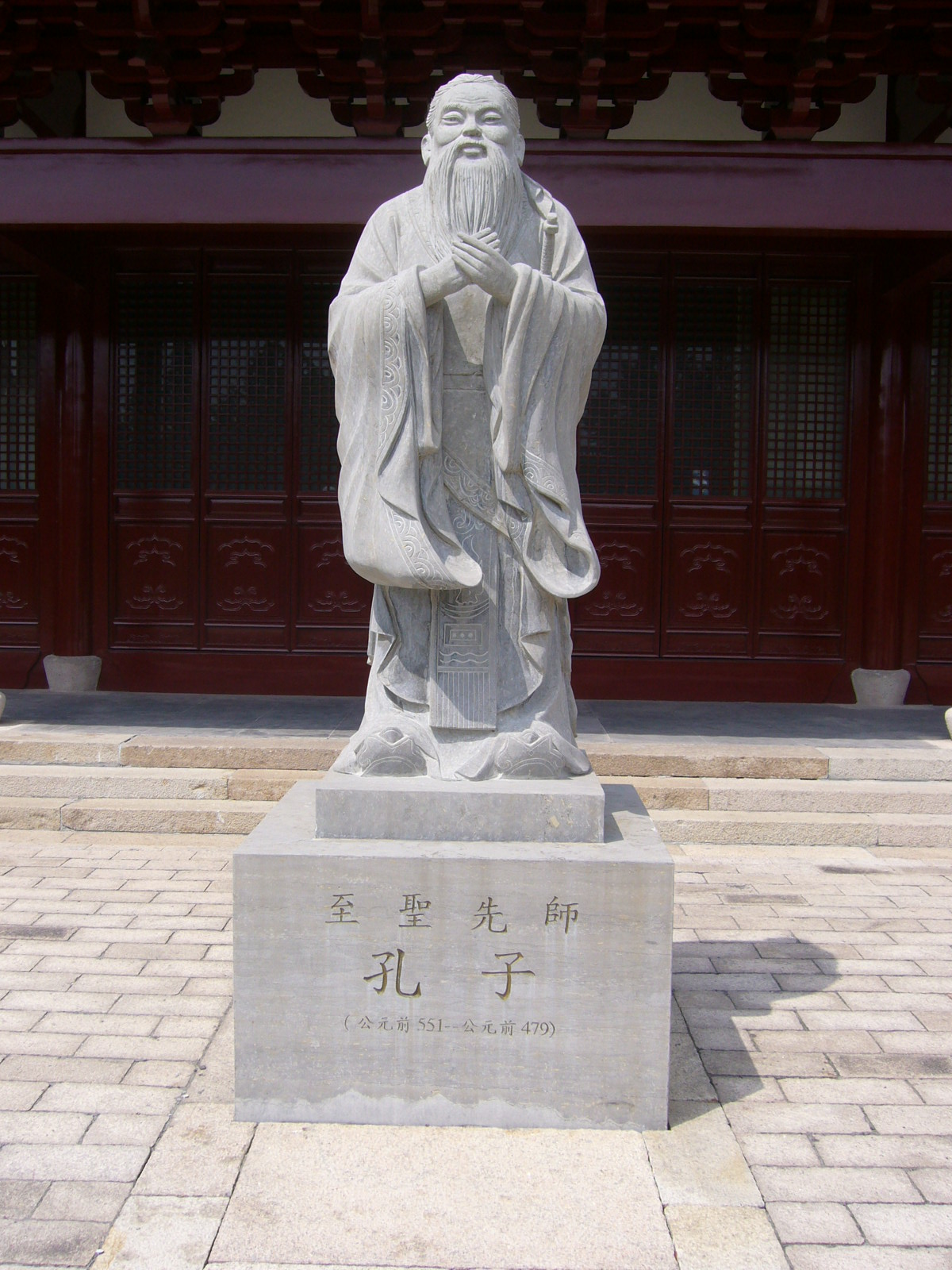
تندیس کنفوسیوس در شانگهای

کنفوسیوس‌گرایی، کنفوسیانیسم یا روئیسم مکتب فکری و رفتاری است که از چین باستان منشأ می‌گیرد. کنفوسیانیسم در صد مکتب فکری که از آموزه‌های فیلسوف چینی کنفوسیوس پیروی می‌کند، ریشه دارد و به اشکال مختلفی چون یک سنت، یک فلسفه، یک دین، یک دین اومانیستی یا خردگرا، یک روش حکومت یا یک سبک زندگی توصیف شده‌است.
کنفوسیوس خود را انتقال‌دهنده ارزش‌های فرهنگی که از سلسله‌های شیا (حدود ۲۰۷۰–۱۶۰۰ ق. م)، شانگ (حدود ۱۶۰۰–۱۰۴۶ ق. م) و ژو (حدود ۱۰۴۶–۲۵۶ ق. م) به او رسیده بود، می‌دانست. کنفوسیوس‌گرایی در عهد سلسله قانون‌گرا و اقتدارگرای چین (۲۲۱–۲۰۶ قبل از میلاد) سرکوب شد اما از بین نرفت. در زمان سلسله هان (۲۰۶ قبل از میلاد – ۲۲۰ میلادی)، رویکردهای کنفوسیوسی از مکتب هوانگ-لائو به عنوان ایدئولوژی رسمی پیشی گرفت، اما علی‌رغم این امپراتورها از تلفیقی از هر دو مکتب در کنار شیوه‌های رئالیستی مکتب قانون‌گرایی پیروی می‌کردند.
احیای کنفوسیانیسم در زمان سلسله تانگ (۶۱۸–۹۰۷) آغاز شد. در اواخر عهد تانگ، کنفوسیانیسم در واکنش به بودیسم و تائوئیسم تکامل پیدا کرد و در قامت نئوکنفوسیونیسم ظهور کرد. این شکل تجدیدحیات‌یافته در دوره دودمان سونگ (۱۲۹۷–۹۶۰) منبع اصلی امتحانات امپراتوری و فلسفه غالب در میان طبقه مقامات دانشمند شد. الغای نظام امتحانات امپراتوری در سال ۱۹۰۵ پایانی بر کنفوسیانیسم حکومتی بود. روشن‌فکران جنبش فرهنگ نوین در اوایل قرن بیستم، کنفوسیانیسم را دلیل عقب‌ماندگی چین می‌دانستند. آن‌ها به دنبال تعالیم جدیدی رفتند تا جایگزین کنفوسیانیسم شود. برخی از این ایدئولوژی‌های جدید شامل «اصول سه‌گانه خلق» در دوره جمهوری چین و سپس مائوئیسم در دوره جمهوری خلق چین است. در اواخر قرن بیستم، وجدان کاری کنفوسیوسی دلیل رشد اقتصادی در کشورهای شرق آسیا به شمار می‌رفت.

## تعالیم
تعالیم کنفوسیوس این بود که خیر و شر باهم دیگر یک انسان را می‌سازد و انسان چه خود بداند چه نداند از هردو جنبه استفاده می‌برد؛ و دیگر تعلیم او اطاعت و مهربانی و اجرای عدالت بودو اینکه تشریفات مجلّل و ادب و عبادت ارزش انسان را بیان می‌کند. کلاً مردم باید نیک باشند و از جنبه‌های شیطانی در امان باشند و خود سرنوشت خود را با خوی نیکو بسازند.
قانون اخلاقی و پایه ای کنفوسیوس این بود: آنچه را نمی‌پسندی در حق تو انجام دهند، تو نیز در حق دیگران روا مدار. او همچنین تأکید زیادی بر تعلّم و برگزاری صحیح مراسم دینی به عنوان صور مختلفی از آموزش اخلاقی داشت. او معتقد بود که خداوند منبع انسان برای خیر و فعل صحیح است، ولی در عین حال گمان می‌کرد خداوند به ندرت مستقیماً با مردم ارتباط برقرار می‌کند.

### لی
وی معتقد بود که اجداد مردم طبق قاعده لی (کنفوسیانیسم) (Li) زندگی می‌کردند و به همین خاطر، از انواع نیکی‌ها و برکات برخوردار بودند، ولی مردم زمان وی بر اثر رها کردن آن شیوه، از آن امور محروم مانده‌اند. لی (کنفوسیانیسم) از دیدگاه کنفوسیوس معانی مختلفی داشت و برای پاکی، ادب، تشریفات و عبادت به کار می‌رفت. وی معتقد بود با پیروی از لی (کنفوسیانیسم) هر چیزی به سامان می‌آید و جامعه آرمانی تشکیل می‌شود.

### اصول اخلاقی

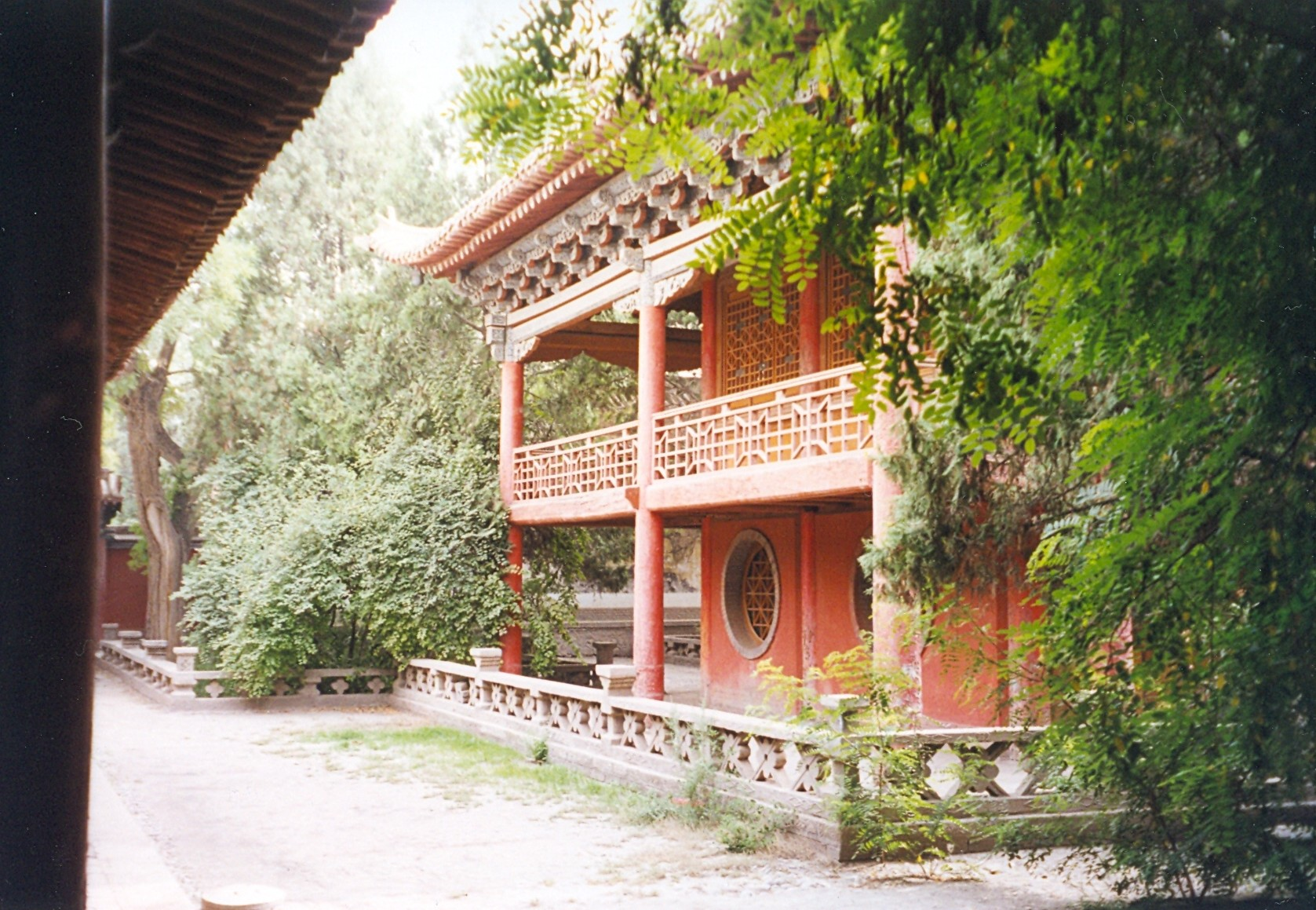
معبد ونمایو، یک معبد کنفوسیوسی در چین

وی «پنج رابطه» را مطرح کرد که هرگاه درست باشند، همه چیز درست می‌شود:
1. مهربانی در رابطه میان پدر و پسر
2. لطف برادر بزرگ‌تر به برادر کوچک‌تر و تواضع برادر کوچک‌تر در مقابل برادر بزرگ‌تر
3. عدالت شوهر با زن و اطاعت زن از شوهر
4. علاقه‌مندی زبردستان به زیردستان و اطاعت زیردستان از زبردستان
5. مهربانی فرمانروایان به رعایا و وفاداری رعایا به فرمانروایان

### آرمان‌شهر
کنفوسیوس در مورد آرمان‌شهر و رابطه شهریار با رعایا تعلیم می‌داد که هرگاه کشور نیز مطیع قانون می‌شوند. وی دربارهٔ انسان کامل نیز سخن گفت و صفات پنجگانه وی را چنین نشان داد:
1. عزت نفس
2. علو همت
3. خلوص نیت
4. شوق به عمل
5. خوش رفتاری

## پیروان
شاگردان کنفوسیوس که گفته می‌شود ۷۰ نفر بودند، به سراسر کشور چین رفتند و به تعلیم حاکمان و صاحب منصبان مشغول شدند و گروهی از آنان نیز گوشه‌گیری را برگزیدند. تعالیم این حکیم به وسیله شاگردانش تا یکی دو نسل پس از وی گسترش یافت.